# 秦野市観光協会
一般社団法人秦野市観光協会（はだのしかんこうきょうかい）は、神奈川県秦野市の観光を促進する観光協会。2009年（平成20年）7月1日に任意団体から移行し設立された一般社団法人である。事務所と観光案内所を小田急小田原線秦野駅内に設置している。

## 業務
秦野市の観光行政を補完する団体として、2008年（平成20年）に市と協定を締結し、以下の業務を担当することになった。
- 観光案内業務の充実
- 観光情報の収集及び提供
- 観光宣伝及び観光客の誘致
- 観光資源の活用及び発信
- 観光行事の開催及び助成
- 観光関連物産の販売

## 沿革
1949年（昭和24年）、当時の西秦野村が丹沢観光協会を発足させる。1951年（昭和26年）、当時の秦野町を中心として、東秦野村・西秦野村・南秦野町・北秦野村・大根村が大秦野観光協会を設置した。1950年（昭和25年）には弘法山と鶴巻温泉が県と神奈川新聞社が選ぶ「神奈川新八景」に選定され、観光地としての整備の機運が高まっていた。
1952年（昭和27年）秋には観光協会によりヤビツ峠に山小屋「ヤビツ山荘」が建てられた。この山荘は丹沢の山小屋の中でも古い部類に属する。合併して秦野市となった後、協会は秦野市観光協会と改称した。
協会の位置付けは2009年（平成20年）までは市の観光行政を補完する任意団体であり、設立以降、会長を市長が兼務するほか、要職を市職員が務めていた。しかし市長の古谷義幸が会長職を民間に譲りたいとの意向を表明、2007年5月には民間から公募した会長が就任した。これを機に協会を市から独立させる動きが進められ、2007年12月にはそれまで市庁舎内にあった事務所が市の敷地に出店したファミリーマートの店内に移された。
2006年（平成18年）2月、ホームページを開設。
2009年（平成20年）7月に任意団体から一般社団法人に移行した。法人格の取得で多様な事業展開が可能となったことから、同年10月には秦野のPRキャラクター「丹沢はだの三兄弟」の次男、のぼる君が店主という名目で、協会直営のネットショップを開設した。取り組みが評価され、2012年には県主催の「第3回かながわ観光大賞」で審査委員特別賞に選ばれた。

## 事務所・観光案内所

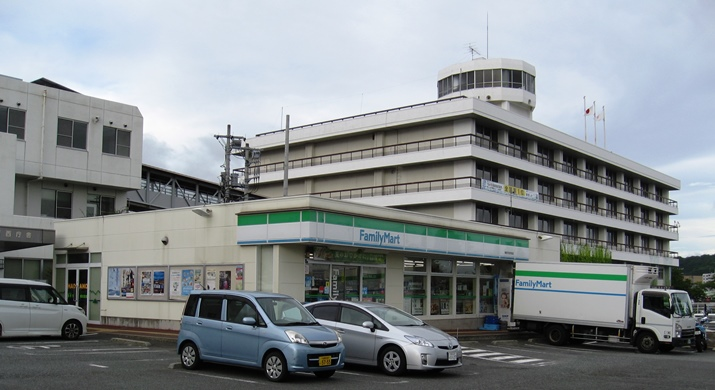
旧事務所は秦野市役所西庁舎前の敷地に建つファミリーマートに併設されていた。

2007年（平成19年）、秦野市が市役所西庁舎の駐車場にファミリーマートを新築誘致した際、同じ建屋内に観光協会の事務所を併設する形で設置。市が所有する土地をファミリーマートに貸し、建物はファミリーマートが所有し、観光協会が家賃を支払う形で入居していた。ファミリーマートでは観光協会推奨品の販売が行われ、その売り上げは566万円（2008年）に上っている。
2015年（平成27年）9月22日に小田急電鉄秦野駅構内に観光案内所を移設、市内のイベントや登山関連の情報、観光情報などを案内している。英語やスペイン語での対応が可能なスタッフのほか、都内のホテル不足で中国人観光客が宿泊場所を求めて秦野市を訪れる例が目立つことから、これらの観光客を地元観光に誘導するため、在日中国人学生も採用した。この観光案内所は、開設後約5箇月間で4000件を超える対応実績をあげている。
2024年（令和6年）9月1日、事務所を小田急線秦野駅北口の1階に移転した。同駅改札脇にあった秦野駅観光案内所も同時に移転し一体化した。

## その他
2010年、協会が作製した翌2011年のカレンダーに多数の誤りが発見され、市が3000部を作り直し、交換または返金で対応することになった。結局誤りは64箇所もあることが確認され、市観光課が間違った情報を協会に提供したのが原因として、市の部課長が戒告処分を受けた。